# Karl Schäfer (Heimatdichter)

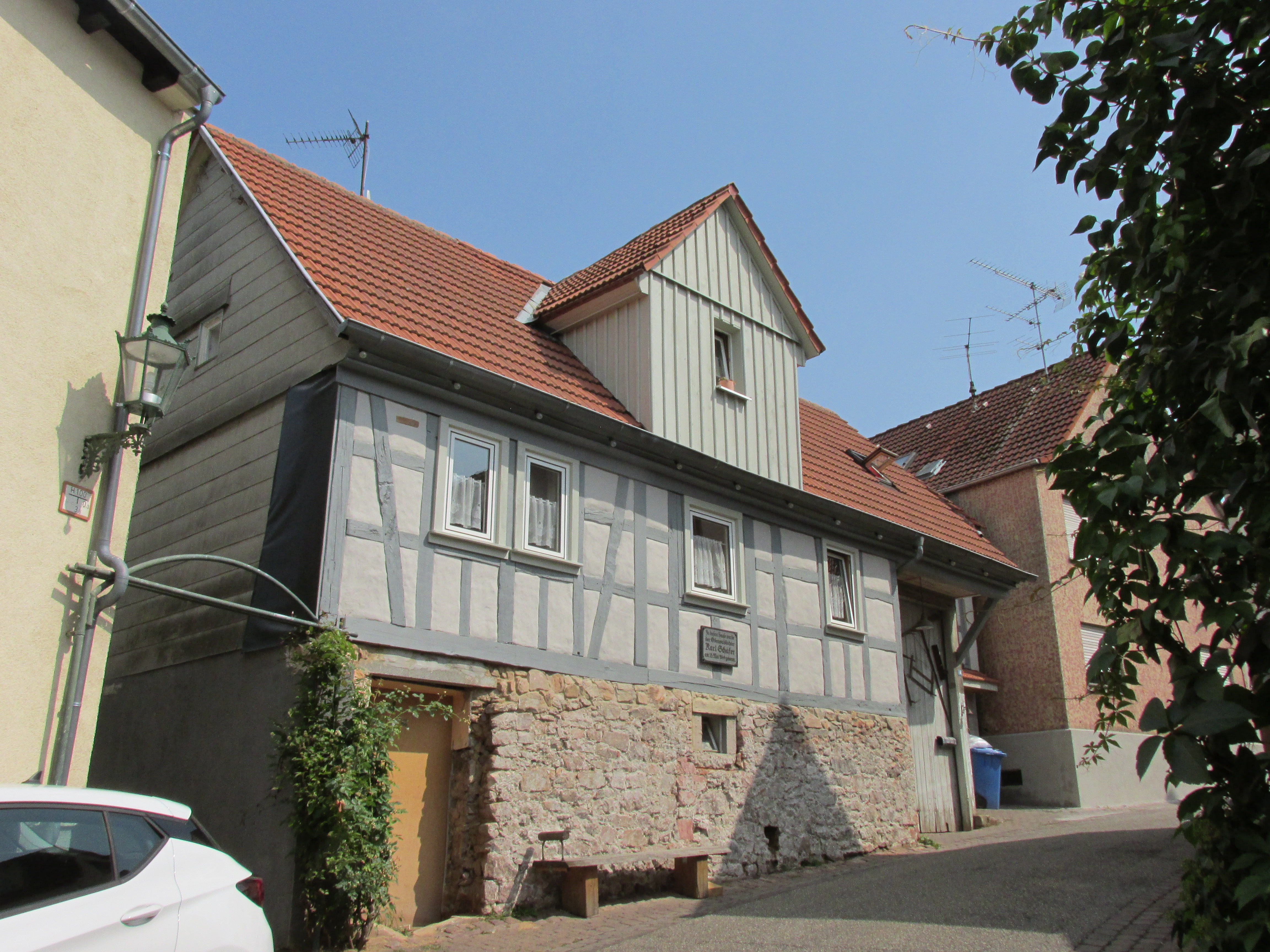
Geburtshaus Schäfers in Brensbach

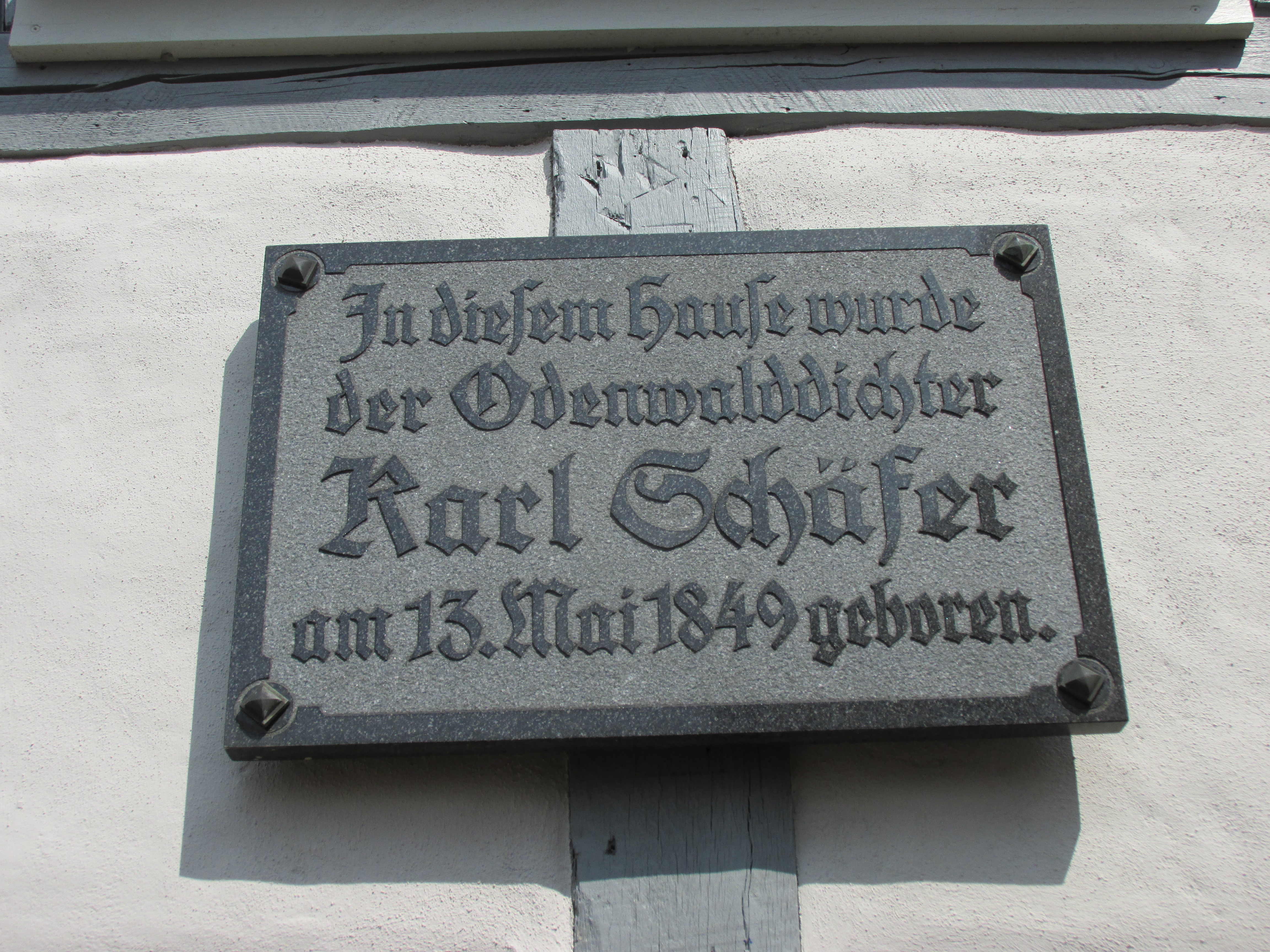
Gedenktafel

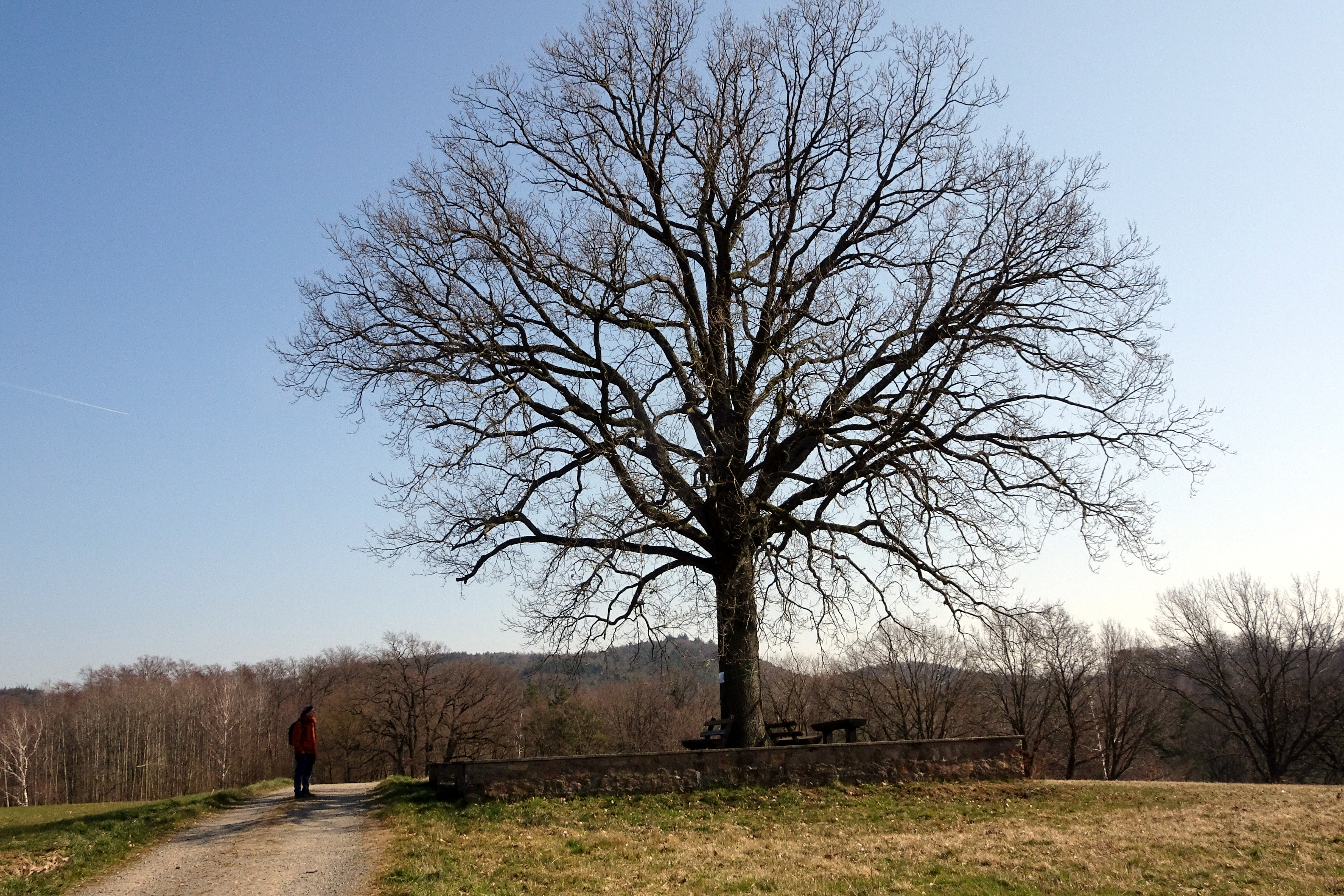
Naturdenkmal Karl-Schäfer-Eiche (2022)

Karl Schäfer (eigentlich Johann Leonhard Schäfer; * 13. Mai 1849 in Brensbach; † 13. November 1915 in Darmstadt) war ein deutscher Lehrer, Heimatdichter und Sänger. Nach ihm sind eine Straße und eine Eiche in Brensbach benannt.

## Leben
Am 13. Mai 1849 erblickte Johann Leonhard Schäfer als jüngstes von fünf Geschwistern in Brensbach das Licht der Welt. Später führte er den Vornamen Karl. Sein – heute denkmalgeschütztes – Elternhaus stand am Römerberg 14, wo sein Vater der Schmiedemeister Leonhard Schäfer seine Werkstatt betrieb. Nach Absolvierung des Lehrerseminars bekam er zunächst Anstellungen in Hüttental und Klein-Karben, bevor er an die Stadtmädchenschule nach Darmstadt versetzt wurde, wo er bis zu seiner Pensionierung 1906 tätig war. Ein Augenleiden zwang ihn dazu. 1906 heiratete er ein zweites Mal, nachdem er seit 1886 nach nur elf Ehejahren Witwer wurde.
Neben seiner Lehrertätigkeit widmete sich Karl Schäfer der Lyrik und wurde mit seinen Heimatdichtungen weit über den Odenwald hinaus bekannt. Besonders seine Romane Der Einsiedler von Auerbach oder der Falkner vom Rodenstein brachten ihm literarische Anerkennung. Bei der ländlichen Bevölkerung erreichten seine Gedichte und bürgernahen Erzählungen einen so hohen Bekanntheitsgrad, sodass einige davon in Lesebüchern an den Schulen zu finden waren.
1911 entstand die Fassung vom Eulenspiegel im Odenwald. Darin schilderte Schäfer die lustigen Streiche eines Brensbachers, der als Bannoser im Gersprenztal seine Schelmereien trieb. Auch in seinen Gedichten wie die Lindelgret, In Böllstein auf der Höh oder mit der Sage vom Rodensteiner vermittelte Karl Schäfer seinen Lesern Heimatgefühle der besonderen Art. Mit dem Titel seines epischen Gedichts Der Auerbacher Rott verband Karl Schäfer Sage und Wirklichkeit und schilderte in markigen Worten den Ritt des Erbacher Schenken zum Reichstag nach Worms.
Einige von seinen Gedichten hat sein Freund Friedrich von Flotow vertont, wodurch sie Aufnahme im Liederbuch des Odenwaldklubs fanden, dem Karl Schäfer viele Jahre angehörte. Anlässlich seines 50. Geburtstages pflanzte ihm der Klub am Brensbacher Oberwald einen Eichbaum und ernannte Schäfer dabei zu seinem Ehrenmitglied.
Karl Schäfer starb am 13. November 1915 nach längerem Leiden in Darmstadt und wurde dort unter großer Anteilnahme beerdigt.

## Schriften
- Der Einsiedler von Auerbach. Erzählung aus der Zeit Karls des Großen, Müller und Rühle, Darmstadt 1896
- Falkner vom Rodenstein. Ein Sang aus dem Odenwalde, Zeit: von 1483-1500, Aigner, Darmstadt 1891
- Eulenspiegel im Odenwald. Heitere Geschichten aus alter Zeit, Selbstverlag, Darmstadt 1911